# West Bromwich Albion FC
A West Bromwich Albion Football Club (ismert még mint West Brom, The Baggies, Albion, The Albion, The Throstles vagy W.B.A.) egy angol profi labdarúgóklub, amelynek székhelye West Bromwichban, West Midlandsben található. A 2020-2021-es szezonban a csapat a Premier Leagueben játszik, az angol labdarúgás első osztályában. A klubot 1878-ban a Salter's Spring Works munkásai alapították West Bromwichban, a hazai mérkőzéseiket 1900 óta a The Hawthornsban játsszák.
Az Albion a The Football Leaguenek az egyik alapítója volt 1888-ban, de a bajnoki címet csak egy alkalommal tudták megnyerni, 1919-20-ban. Az FA Kupában több sikerük volt, ötször nyerték el a trófeát. Az elsőt 1888-ban, amikor a bajnokságot létrehozták, legutóbb pedig 1968-ban, ami a legutolsó jelentős trófeájuk. Az Angol Ligakupát is megnyerték már, először 1966-ban. Az 1980-as évek eleje óta a klub kevésbé sikeres. 1986-tól 2002-ig a leghosszabb időszakukat töltötték a legmagasabb osztályon kívül, habár az elmúlt években valamelyest fellendültek, mivel tizenegy idényt is eltöltöttek a Premiershipben 2002 és 2013 között. A klub 2013-tól 2018-ig a Premier Leagueben szerepelt, de mivel a 2017/18-as szezon végén 31 ponttal az utolsó helyen végeztek, kiestek a Championshipbe.

## Klubtörténet
A klubot 1878-ban munkások alapították West Bromwich Strollers néven, West Bromwich-ban, mely akkor még Staffordshire-hez tartozott. Ma már West Midlands része. A West Bromwich Albion nevet 1880-ban vették fel, ezzel ők lettek az első csapat, melynek a nevében szerepelt az Albion szó. Albion West Bromwich egyik kerülete volt, a csapat játékosai főként innen kerültek ki. Ezt a területet ma Greets Greennek nevezik. 1881-ben csatlakoztak a Birmingham & District Football Associationhoz, melyben nevének megfelelően Birminghamből és környékéről származó csapatok szerepeltek. Az első kupasorozat, melyben a WBA elindult a Birmingham Kupa volt. Itt rögtön a negyeddöntőig jutottak. 1883-ban elhódították első trófeájukat, a Staffordshire Kupát. Ugyanebben az évben csatlakoztak az Angol Labdarúgó-szövetséghez (FA), így elindulhattak az FA Kupában is. 1885-ben profivá váltak, 1886-ban pedig történetük során először bejutottak az FA Kupa döntőjébe, ahol 2-0-ra kikaptak a Blackburn Roverstől. 1887-ben és 1888-ban is ott voltak a finálén, előbb 2-0-s vereséget szenvedtek az Aton Villától, majd 2-1 arányban legyőzték a nagy esélyes Preston North Endet.

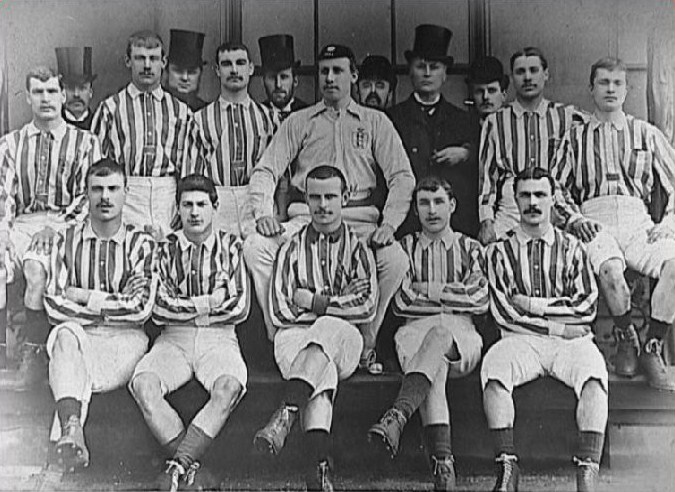
Az Albion 1888-as csapata.

1888 márciusában William McGregor levelet küldött az öt szerinte legjobb angol csapatnak, köztük az Albionnak is, melyben leírta, hogy részvételükkel szeretne létrehozni egy egységes bajnokságot. Így tehát a West Brom is alapító tagja lett az Angol Labdarúgó Ligának. 1892-ben ismét elhódították az FA Kupát, a döntőben 3-0-ra verték az Aston Villát. Három évvel később ismét a fináléba jutottak és ismét a Villa volt az ellenfél, de ezúttal 1-0-s vereséget szenvedtek. Az 1900/01-es szezonban kiestek az élvonalból, ez volt az első idény, amit a The Hawthornsben töltöttek. Azonnal feljutottak, mégpedig bajnokként, de 1904-ben ismét kiestek. Az 1910/11-es idényben ismét bajnokok lettek a Second Divisionban, 1912-ben pedig újra FA Kupa-döntőn léphettek fel, ahol kikaptak a másodosztályú Barnsley-tól.
Az első világháború után, az 1919/20-as szezonban a WBA megnyerte első és máig egyetlen bajnoki címét. 104 bajnoki góljukkal és 60 pontjukkal rekordot is döntöttek. 1925-ben másodikak lettek, nem sokkal lemaradva a Huddersfield Town mögött. Az 1926/27-es évadban azonban kiestek. A feljutásra 1931-ig kellett várni, ekkor az FA Kupa fináléjáig is eljutottak és ott 2-1-re legyőzték a Birmingham Cityt. Ez is felfogható egyfajta duplaként, bár eredetileg a dupla kifejezés a kupa és a bajnoki cím egyidejű elnyerését jelenti. 1935-ben ismét kupadöntőt játszottak, de a Sheffield Wednesday jobbnak bizonyult náluk. Három évvel később kiestek. Az 1948/49-es visszajutást követően 24 évig bent maradtak, ami klubrekordnak számít.
Az 1953/54-es idényben az Albion nagyon közel került ahhoz, hogy a 20. század első duplázója legyen. Az FA Kupát megnyerték a Preston megverésével, de a bajnokságban "csak" másodikak lettek a Wolverhampton Wanderers mögött. Ekkoriban a csapat a hatékony s látványos támadójátékáról volt híres, ezért többen is a század legjobb gárdáját látták bennük, egy angol lapban pedig olyan találgatások jelennek meg, hogy az 1954-es VB angol válogatottja csak WBA-játékosokból fog állni. Az 1950-es évek további részében folyamatosan az élvonalban szerepeltek, 1957-ben az FA Kupa elődöntőjéig jutottak és 1958-tól 1960-ig folyamatosan a legjobb öt között végeztek a bajnokságban.

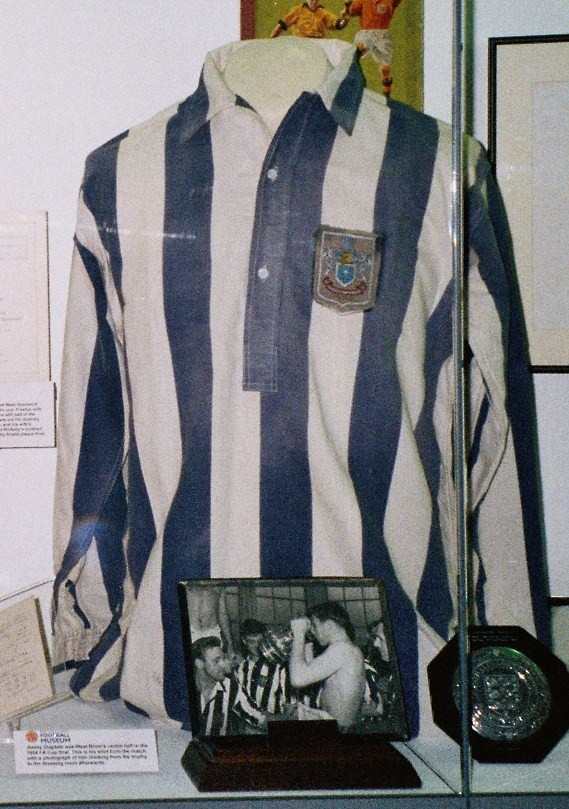
Emlékek az 1954-es FA Kupa-döntőről.

Annak ellenére, hogy az 1960-as években a bajnokságban is jól szerepelt a gárda, főként kupasikereik miatt voltak ismertek ekkoriban. 1966-ban, Jimmy Hagan irányítása alatt megnyerték a Ligakupát, a döntőben a West Ham Unitedet verték 5-3-ra összesítésben. Ez volt az utolsó kétfordulós finálé ebben a sorozatban. Egy évvel később ismét a döntőbe jutottak, de a Wembley Stadionban 3-2-re kikaptak a harmadosztályú QPR-tól (félidőben még 2-0-ra vezettek). A jó forma tovább folytatódott, és Hagan utódja, Alan Ashman irányítása alatt 1968-ban megnyerték történetük máig utolsó trófeáját. Az FA Kupa döntőjében hosszabbításban győzték le az Evertont: az egyetlen gólt Jeff Atle szerezte. 1969-ben a KEK-ben a negyeddöntőig jutottak és vereséget szenvedtek az FA Kupa-döntőben. 1970-ben 2-1-re kikaptak a Manchester Citytől a Ligakupa fináléjában.
Don Howe menedzsersége alatt már kevésbé volt sikeres a West Bromwich, az 1972/73-as szezonban nem sikerült elkerülniük a kiesést. Három év múlva jutottak vissza, akkor már Johnny Giles vezetésével. 1978-ban, Ron Atkinsonnal eljutottak az FA Kupa elődöntőjéig, ahonnan az Ipswich Town verte ki őket. Az 1978/79-es idényben a bajnokságban harmadik helyen végeztek, több, mint 20 év után sikerült ismét ilyen magaslatokba jutniuk. Ugyanebben az évben az UEFA-kupa negyeddöntőig meneteltek, de ott a Crvena Zvezda túl kemény ellenfélnek bizonyult. Az 1981/82-es szezonban mindkét angol kupasorozatban az elődöntőig jutottak. Az 1980-as évek közepén komoly visszaesés kezdődött a klub történetében, az 1985/86-os szezonban a másodosztályba kerültek, öt évvel később pedig onnan is kiestek. Történetük során először kellett a harmadosztályban szerepelniük.

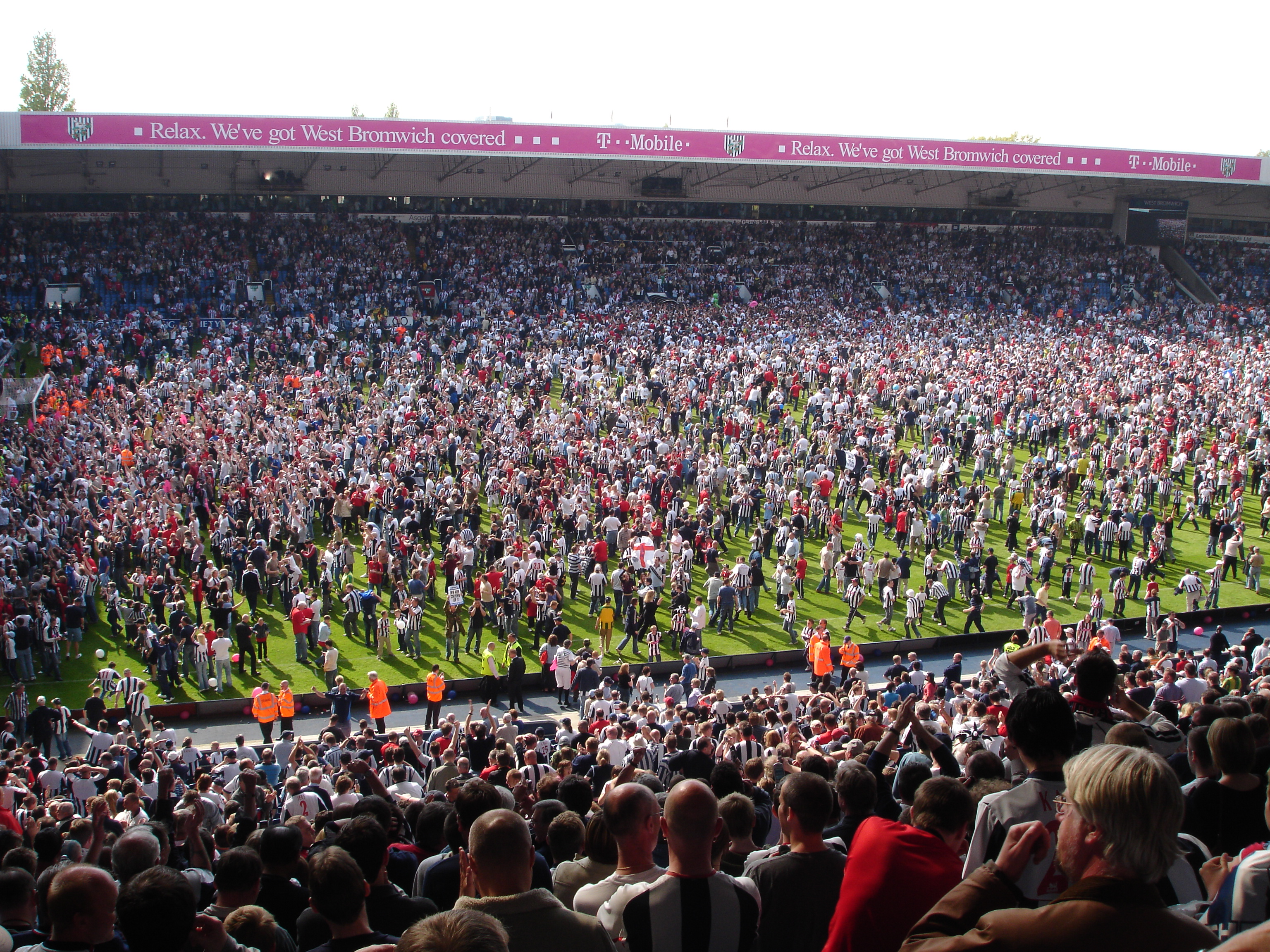
Szurkolók lepik el a pályát a "Nagy Megmenekülés"-t követően.

A WBA történetének nagy részét az élvonalban töltötte, de a Premier League 1992-es létrejöttekor a harmadosztályban voltak, melyet Division Two-ra neveztek át. Az 1992/93-as idényt a negyedik helyen zárták, így részt vehettek a rájátszásban. Itt a döntőig jutottak, így több, mint 20 év után ismét pályára léphettek a Wembley Stadionban. A Port Vale 3-0-s legyőzésével visszajutottak a másodosztályba. Az akkori menedzser, Ossie Ardiles a Tottenham Hotspurhöz szerződött. Ezt követően folyamatosan menedzserek váltották egymást a The Hawthornsben, de a feljutásra egyik alatt sem volt komolyabb esélye a gárdának.
2000 márciusában Gary Megson ült le a kispadra és a csapat formája sokat javult. Az 1999/00-es évadban segített nekik bent maradni, majd egy évvel később a rájátszásba is bejuttatta őket, de ott nem jártak sikerrel. A 2001/02-es szezonban sikerült feljutniuk a Premier Leauge-be, de rögtön ki is estek. 2004-ben ismét feljutottak. A 2004/05-ös szezonban az Albion egyik korábbi játékosa, Bryan Robson vette át a gárda vezetését. Közel voltak a kieséshez, de Robson az utolsó napon megmentette őket. Ezt máig a "Nagy Megmenekülés"-ként hívják a szurkolót. Az eseményről egy DVD-t is kiadtak. A következő idényben viszont már nem tudták elkerülni a kiesést. 2006 októberében Tony Mowbray lett az új menedzser. A 2006/07-es szezonban eljutottak a rájátszás döntőjéig, de ott vereséget szenvedtek a Derby Countytól. A következő idényben bejutottak az FA Kupa elődöntőjébe, de ott legyőzte őket a Portsmouth. Nem bánkódtak azonban sokáig, hiszen egy hónappal később biztossá vált, hogy bajnokként jutnak fel az élvonalba.

## Klubszínek
A West Bromwich Albion játékosai a klub létezése óta legtöbbször tengerészkék-fehér csíkos mezeket viseltek fehér sorttal és sportszárral. Többször előfordult már, hogy a szurkolók "Csíkosok"-nak hívták a gárdát. Előfordultak azonban más színű szerelések is az idők folyamán. Az 1880/81-es szezonban a mezek vörös és kék negyedekre voltak osztva. A következő idényben a stílus ugyanilyen volt, csak fehér és citromsárga színekkel. Az 1881/82-es és az 1882/83-as szezonban a mez félig kék, félig csokoládébarna volt. Később előfordult még fehér mez is, vékony, piros, vízszintes csíkokkal és két szezonon keresztül félig piros, félig kék szerelést is hordtak. A kék-fehér csíkozás az 1885/86-os évadban jelent meg először, bár ekkor még a kék egy világosabb árnyalatát használták. A tengerészkék szín az első világháború után kerültek használatba. A második világháború alatt, a regionális ligákban kénytelenek voltak teljesen kék mezt használni, mivel ekkoriban a csíkos anyag luxuscikknek számított.
Mint minden futballcsapatnak, az Albionnak is voltak és vannak második számú szerelései. Ezeket akkor használják, ha vendégként egy hozzájuk hasonló mezszínekkel bíró gárdához látogatnak. Rengetegféle színű és stílusú idegenbeli mezük volt már, de az 1970-es évek óta a zöld-sárga csíkos a legmegszokottabb. Az sem szokatlan a csapattól, hogy döntőkön, fontosabb meccseken különleges szerelést használnak. Az 1935-ös FA Kupa-finálén kék, az 1967-es Ligakupa-döntőn pedig vörös mezt viseltek. Az 1968-as FA Kupa-győztes csapat tagjainak meze fehér volt, fehér sorttal és vörös sportszárral.
A csapat mezein az 1981/82-es szezon óta lehet szponzort látni, első támogatójuk a BSR Housewares lett. A West Bromwich Building Society logója hét évig, 1997-től 2004-ig díszelgett a gárda mezein, ezt a T-Mobile logója váltotta. 2006 óta a WBA mezeit az Umbro gyártja.

## Címerek
A West Brom első saját címere az 1880-as években született, a klub titkára, Tom Smith tervezte. Egy énekes rigó volt látható rajta, mely egy keresztlécen ült. Azóta mindegyik saját címeren látható volt egy rigó, leggyakrabban kék-fehér csíkos háttér előtt egy galagonyaágon ülve. A rigó jelképpé válása azzal magyarázható, hogy a kocsmában, ahol kezdetben a játékosok átöltöztek, volt egy kalitkában tartott rigó. Innen származik a csapat egyik beceneve, a "The Thorstles" is, mely magyarul "Rigók"-át jelent. Az 1930-as évek végén a WBA meccsi alatt a pálya mellé helyeztek egy kalitkát, benne egy rigóval. A legendák szerint a madár csak győzelem esetén énekelt. 1979-ben az eredményjelző fölé került egy rigó alakú tábla, ez aztán lekerült, de a 2000-es évek elején, a felújítások alkalmával visszakerült.
A logó az évek alatt több átalakításon is keresztülment, így alkalmatlan volt a levédetésre. Emiatt 2006-ban újratervezték, most először rákerült a csapat neve, lekerekítetté vált a teteje és az ág is egy kisebb bokorrá alakult. Ez már alkalmas volt a jogvédetté tételre.

## Stadionok

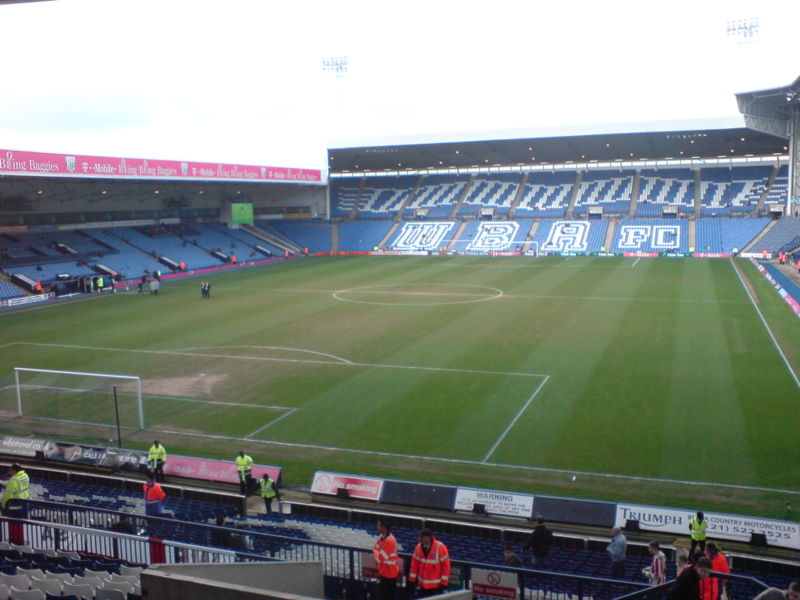
A The Hawthorns belülről.

A West Bromwich meglehetősen nomád körülmények között játszott a kezdeti években. Öt különböző pályán fordultak meg 22 év alatt. Első otthonuk a Coopers Hill volt, melyet 1878-tól 1879-ig használtak. 1879-től 1881-ig a Datmouth Parkban játszottak. Harmadik pályájuk a Bunns Field, más néven a The Birches volt. Ezt csak egy szezonban, az 1881/82-esben használták. Befogadóképessége 1500 és 2000 között volt és kerítéssel volt körülvéve, ami lehetővé tette, hogy belépőt szedjenek. A labdarúgás egyre népszerűbb lett, így a WBA kísérelte a West Bromwich Dartmouth Cricket Club pályáját, a Four Acrest. Ezt 1882-től 1885-ig használták, majd a szurkolótábor növekedése miatt új stadiont kellett keresniük. Ezután 1885-től 1900-ig használták a Stoney Lane-t. Ez volt a gárda egyik legsikeresebb időszaka, mivel kétszer nyerték meg az FA Kupát és háromszor lettek másodikak.
A bérleti időszak lejártával a WBA 1900-ban új stadiont kezdett keresni, melyet már teljesen magáénak tudhat. Eddig az összes pályájuk közel volt West Bromwich központjához, de ezúttal Birmingham egyik elővárosának, Handsworth-nek a határára költöztek. A megvásárolt terület galagonyabokrokkal volt körbevéve, innen a stadion neve a The Hawthorns, ami magyarul "Galagonyák"-at jelent. A stadionavatóra 1900. szeptember 3-án került sor, a Derby County ellen. A találkozó 1-1-es döntetlennel ért véget. A legtöbb nézőt 1937. március 6-án regisztrálták, akkor 64 815-en látogattak ki egy Arsenal elleni mérkőzésre. Az 1990-es években a Taylor-jelentésnek megfelelően a stadionból eltűntek az állóhelyek. Jelenleg a The Hawthornsban 28 003-an férnek el.

## Játékoskeret
2019. március 19-én lett frissítve:
|               | .                 | Kapusok   | Kapusok     | Kapusok                        | Kapusok                          | Kapusok | Kapusok | Kapusok | Kapusok | Kapusok | Kapusok |
| 1             | Sam Johnstone     | angol     | kapus       | 1993. március 25. (31 éves)    |                                  |         |         |         |         |         |         |
| 13            | Boaz Myhill       | walesi    | kapus       | 1982. november 9. (42 éves)    |                                  |         |         |         |         |         |         |
| 23            | Jonathan Bond     | angol     | kapus       | 1993. május 19. (31 éves)      |                                  |         |         |         |         |         |         |
| 39            | Alex Palmer       | angol     | kapus       | 1996. augusztus 10. (28 éves)  |                                  |         |         |         |         |         |         |
| Védők         |                   |           |             |                                |                                  |         |         |         |         |         |         |
| 3             | Kieran Gibbs      | angol     | hátvéd      | 1989. szeptember 26. (35 éves) |                                  |         |         |         |         |         |         |
| 5             | Kyle Bartley      | angol     | hátvéd      | 1991. május 22. (33 éves)      |                                  |         |         |         |         |         |         |
| 12            | Tyrone Mears      | angol     | hátvéd      | 1983. február 18. (42 éves)    |                                  |         |         |         |         |         |         |
| 24            | Tosin Adarabioyo  | angol     | hátvéd      | 1997. szeptember 24. (27 éves) | kölcsönben a Manchester Citytől  |         |         |         |         |         |         |
| 25            | Craig Dawson      | angol     | hátvéd      | 1990. május 6. (34 éves)       |                                  |         |         |         |         |         |         |
| 26            | Ahmed Hegázi      | egyiptomi | hátvéd      | 1991. január 25. (34 éves)     |                                  |         |         |         |         |         |         |
| 30            | Max Melbourne     | angol     | hátvéd      | 1998. október 24. (26 éves)    |                                  |         |         |         |         |         |         |
| 68            | Mason Holgate     | angol     | hátvéd      | 1996. október 22. (28 éves)    | kölcsönben az Evertontól         |         |         |         |         |         |         |
| Középpályások |                   |           |             |                                |                                  |         |         |         |         |         |         |
| 6             | Stefan Johansen   | dán       | középpályás | 1991. január 8. (34 éves)      | kölcsönben a Fulhamtől           |         |         |         |         |         |         |
| 7             | James Morrison    | skót      | középpályás | 1986. május 25. (38 éves)      |                                  |         |         |         |         |         |         |
| 8             | Jake Livermore    | angol     | középpályás | 1989. november 14. (35 éves)   |                                  |         |         |         |         |         |         |
| 10            | Matt Phillips     | skót      | középpályás | 1991. március 13. (34 éves)    |                                  |         |         |         |         |         |         |
| 11            | Chris Brunt       | északír   | középpályás | 1984. december 14. (40 éves)   | csapatkapitány                   |         |         |         |         |         |         |
| 15            | Jefferson Montero | ecuadori  | középpályás | 1989. szeptember 1. (35 éves)  | kölcsönben a Swansea Citytől     |         |         |         |         |         |         |
| 18            | Gareth Barry      | angol     | középpályás | 1981. február 23. (44 éves)    |                                  |         |         |         |         |         |         |
| 22            | Wes Hoolahan      | ír        | középpályás | 1982. május 20. (42 éves)      |                                  |         |         |         |         |         |         |
| 28            | Sam Field         | angol     | középpályás | 1998. május 8. (26 éves)       |                                  |         |         |         |         |         |         |
| 34            | Rekeem Harper     | angol     | középpályás | 2000. március 8. (25 éves)     |                                  |         |         |         |         |         |         |
| 70            | Jacob Murphy      | angol     | középpályás | 1995. február 24. (30 éves)    | kölcsönben a Newcastle Unitedtól |         |         |         |         |         |         |
| Csatárok      |                   |           |             |                                |                                  |         |         |         |         |         |         |
| 4             | Hal Robson-Kanu   | angol     | csatár      | 1989. május 21. (35 éves)      |                                  |         |         |         |         |         |         |
| 16            | Dwight Gayle      | angol     | csatár      | 1989. október 17. (35 éves)    | kölcsönben a Newcastle Unitedtól |         |         |         |         |         |         |
| 19            | Jay Rodriguez     | angol     | csatár      | 1989. július 29. (35 éves)     |                                  |         |         |         |         |         |         |
| 20            | Jonathan Leko     | angol     | csatár      | 1999. április 25. (25 éves)    |                                  |         |         |         |         |         |         |
| 21            | Kyle Edwards      | angol     | csatár      | 1998. február 17. (27 éves)    |                                  |         |         |         |         |         |         |
| 51            | Morgan Rogers     | angol     | csatár      | 2002. július 26. (22 éves)     |                                  |         |         |         |         |         |         |

#### Kölcsönben
|               |                     |            |             |                                |                                 |  |
| hátvédek      |                     |            |             |                                |                                 |  |
| 2             | Allan Nyom          | kameruni   | hátvéd      | 1988. május 10. (36 éves)      | kölcsön az Leganés-nél          |  |
| 27            | Dara O'Shea         | ír         | középpályás | 1999. május 4. (25 éves)       | kölcsönben a Exeter City-nél    |  |
| 32            | Jack Fitzwater      | angol      | középpályás | 1997. szeptember 23. (27 éves) | kölcsönben a Walsall-nál        |  |
| 33            | Kane Wilson         | angol      | középpályás | 2000. március 11. (25 éves)    | kölcsönben a Exeter City-nél    |  |
| 40            | Kyle Howkins        | angol      | középpályás | 1996. május 4. (28 éves)       | kölcsönben a Port Vale-nál      |  |
| Középpályások |                     |            |             |                                |                                 |  |
| 17            | Oliver Burke        | skót       | Középpályás | 1997. április 7. (27 éves)     | kölcsön a Portsmouth-nál        |  |
| Csatárok      |                     |            |             |                                |                                 |  |
| 9             | José Salomón Rondón | venezuelai | csatár      | 1989. szeptember 16. (35 éves) | kölcsön az Newcastle United-nál |  |

## Híres játékosok
Lásd még: Kategória:A West Bromwich labdarúgói
A klub fennállásának 125. évfordulóját 2004-ben ünnepelték, melynek keretében egy felmérést végeztek az Albion hivatalos honlapján és az Express & Star napilapon keresztül, hogy összeállítsák a listát a minden a idők legjobb West Bromwich Albion játékosokból. A napjainkban használatos 16 fős játékoskeretet állítottak össze. A tizenhat játékosból tizennégy angol születésű, a tizenötödik Cyrille Regis később angol állampolgár lett. A tizenhatos lista a következő:

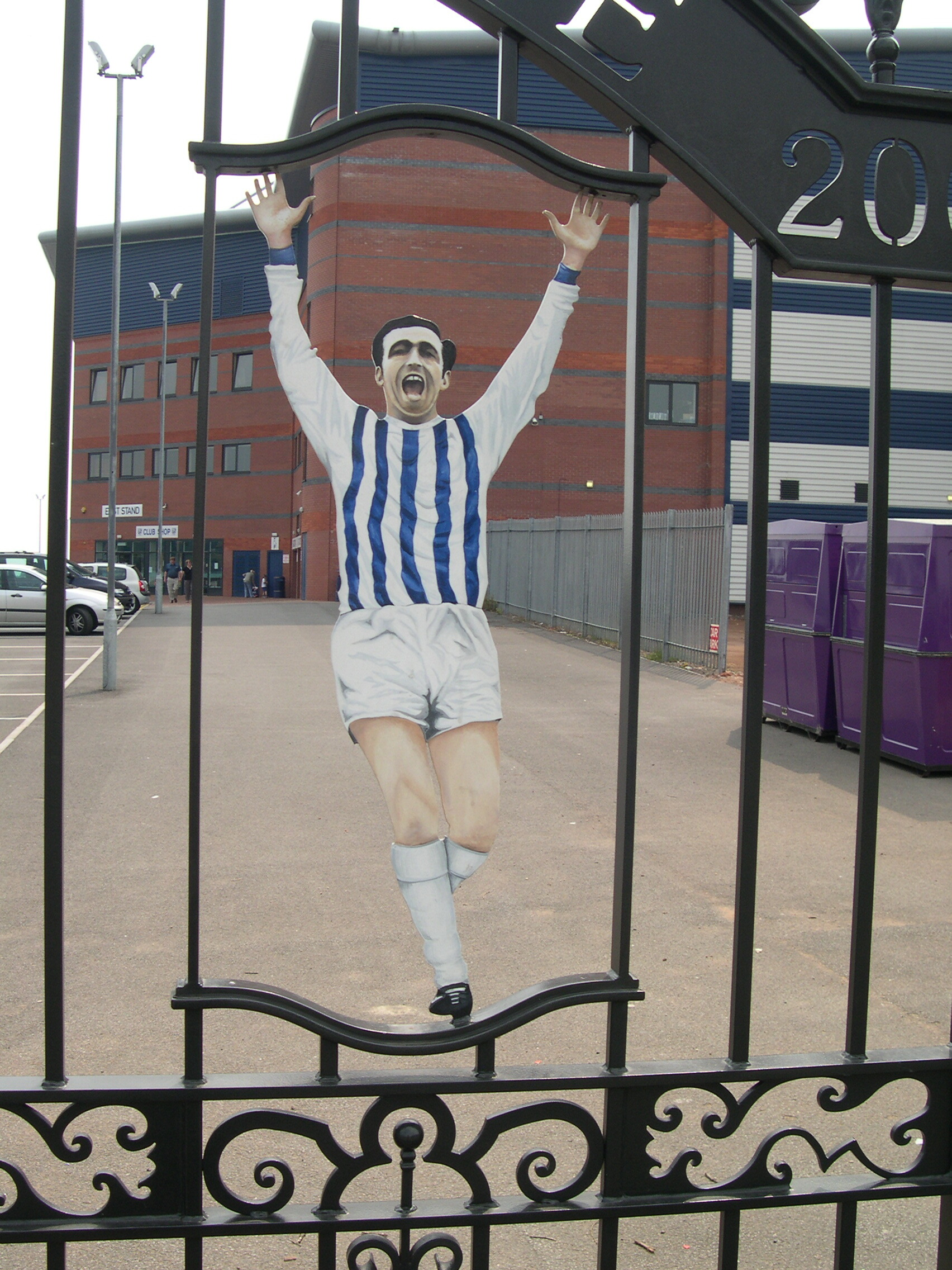
A Jeff Astle kapu a Hawthornsnál

| Név               | Nemz.  | Évek            | Mérk. | Gólok | Poszt               |
| ----------------- | ------ | --------------- | ----- | ----- | ------------------- |
| Billy Bassett     | anglia | 1886–99         | 311   | 77    | Támadó              |
| Jesse Pennington  | anglia | 1903–22         | 496   | 0     | Bal szélső hátvéd   |
| W. G. Richardson  | anglia | 1929–45         | 354   | 228   | Középcsatár         |
| Ray Barlow        | anglia | 1944–60         | 482   | 48    | Bal szélső          |
| Ronnie Allen      | anglia | 1950–61         | 458   | 234   | Középcsatár         |
| Don Howe          | anglia | 1952–64         | 379   | 19    | Jobb szélső hátvéd  |
| Tony Brown        | anglia | 1963–81         | 720   | 279   | Szélső/Belső támadó |
| Jeff Astle        | anglia | 1964–74         | 361   | 174   | Középcsatár         |
| John Osborne      | anglia | 1967–72 1973–78 | 312   | 0     | Kapus               |
| John Wile         | anglia | 1970–83         | 619   | 29    | Középhátvéd         |
| Willie Johnston   | skócia | 1972–79         | 261   | 28    | Bal szélső          |
| Bryan Robson      | anglia | 1974–81         | 249   | 46    | Középső középpályás |
| Derek Statham     | anglia | 1976–87         | 373   | 11    | Bal szélső hátvéd   |
| Laurie Cunningham | anglia | 1977–79         | 114   | 30    | Szélső              |
| Cyrille Regis     | anglia | 1977–84         | 302   | 112   | Középcsatár         |
| Russell Hoult     | anglia | 2001–07         | 213   | 0     | Kapus               |

## Korábbi vezetőedzők

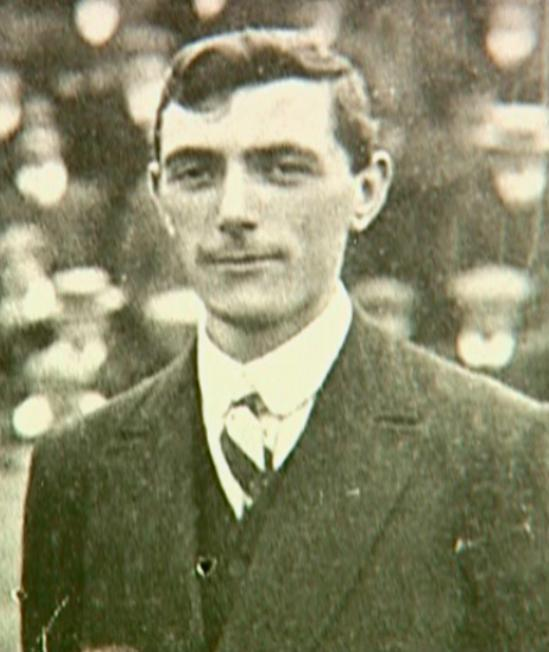
Fred Everiss, a West Bromwich Albion edzője 1902–1948 között

| Név               | Nemz.     | Évek            | Pont | Gy  | D   | V   | Teljesítmény |
| ----------------- | --------- | --------------- | ---- | --- | --- | --- | --- |
| Louis Ford        | anglia    | 1890–92         | 58   | 18  | 10  | 30  | FA Kupa-győztes 1892-ben |
| Edward Stephenson | anglia    | 1894–95         | 36   | 14  | 5   | 17  | FA Kupa döntős 1895-ben |
| Frank Heaven      | anglia    | 1896–02         | 214  | 86  | 45  | 83  | Division Two bajnok 1901–02-ben |
| Fred Everiss      | anglia    | 1902–48         | 1520 | 656 | 331 | 533 | Feljutotó, mint a Division Two bajnoka 1910–11-ben, FA Kupa döntős 1912-ben, 1935-ben, Division One bajnok 1919–20-ban, Division One ezüstérmes 1924–25-ben, Feljutó, mint a Division Two ezüstérmese 1930–31-ben, FA Kupa-győztes 1931-ben |
| Jack Smith        | wales     | 1948–52         | 179  | 70  | 46  | 63  | Feljutó, mint a Division Two ezüstérmese 1948–49-ben |
| Vic Buckingham    | anglia    | 1953–59         | 301  | 130 | 78  | 93  | Division One ezüstérmes 1953–54-ben, FA Kupa-győztes 1954-ben |
| Jimmy Hagan       | anglia    | 1963–67         | 201  | 78  | 49  | 74  | Ligakupa-győztes 1966-ban, Ligakupa döntős 1967-ben |
| Alan Ashman       | anglia    | 1967–71         | 182  | 64  | 49  | 69  | FA Kupa-győztes 1968-ban, Kupagyőztesek Európa-kupája negyeddöntős 1968–69-ben, Ligakupa döntős 1970-ben |
| Johnny Giles      | ír        | 1975–77 1984–85 | 159  | 60  | 42  | 57  | Feljutó a Division Two-ból 1975–76-ban |
| Ron Atkinson      | anglia    | 1978–81 1987–88 | 212  | 85  | 68  | 59  | Division One bronzérmes 1978–79-ben, UEFA-kupa negyeddöntős 1978–79-ben |
| Osvaldo Ardiles   | argentína | 1992–93         | 55   | 30  | 11  | 14  | Feljutó, mint a Division Two play-off győztese 1992–93-ban |
| Gary Megson       | anglia    | 2000–04         | 221  | 94  | 50  | 77  | Feljutó, mint a Division One ezüstérmese 2001–02-ben, 2003–04-ben |

## Eredmények

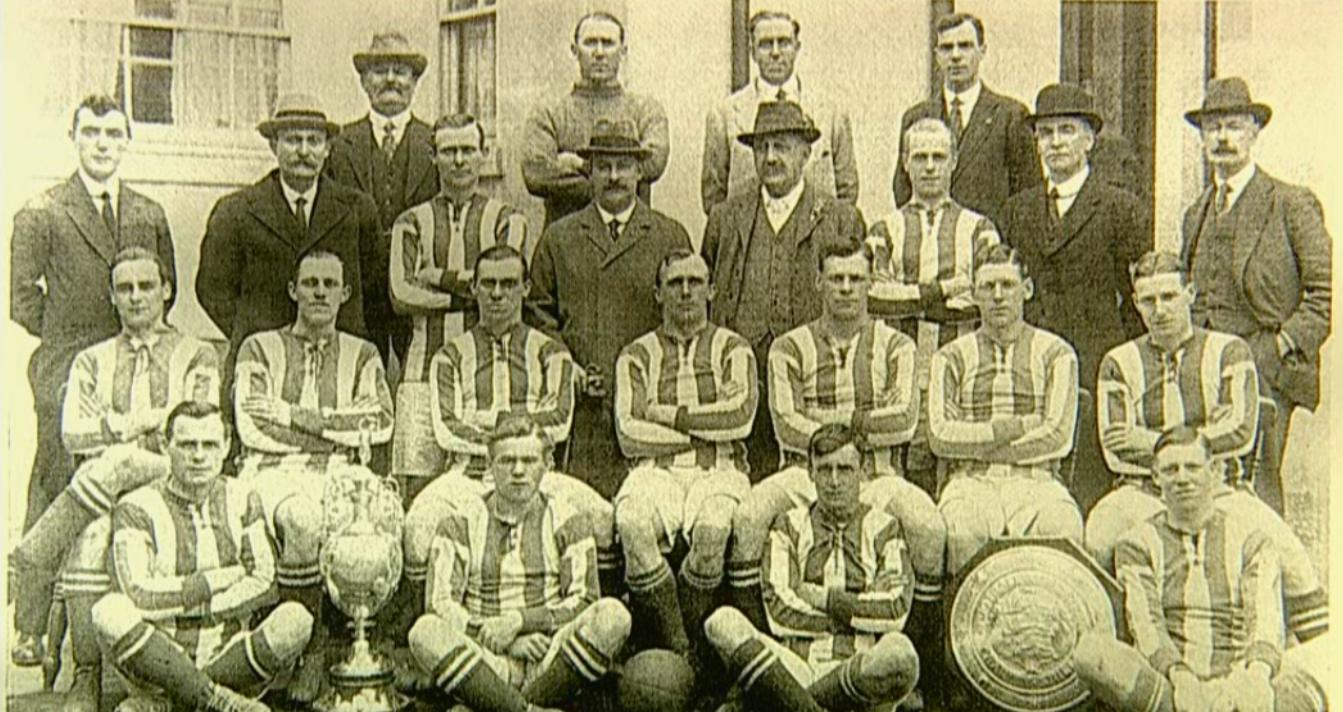
Az Albion csapata 1920-ból a League Championship trófeával és a Charity Shielddel

- Football League First Division (régi)[3]
  - Bajnok: 1919–20
  - 2. helyezett: 1924–25, 1953–54
- Football League Second Division (régi),[4] Division One (modern)
  - Bajnok: 1901–02, 1910–11, 2007–08
  - 2. helyezett: 1930–31, 1948–49, 2001–02, 2003–04
- Division Two (modern)[5]
  - Rájátszás győztese: 1992–93
- FA Kupa
  - Győztes: 1888, 1892, 1931, 1954, 1968
  - 2. helyezett: 1886, 1887, 1895, 1912, 1935
- Angol Ligakupa
  - Győztes:1966
  - 2. helyezett: 1967, 1970
- FA Charity Shield
  - Győztes: 1920, 1954 (megosztva a Wolvesszal)
  - 2. helyezett: 1931, 1968
- Győzelmek a kevésbé jelentős versenyeken
  - FA Youth Cup: 1976
  - Tennent-Caledonian Cup: 1977
  - Birmingham Senior Cup: 1886, 1895, 1988, 1990, 1991
  - Staffordshire Senior Cup: 1883, 1886, 1887, 1889, 1900, 1902, 1903, 1924, 1926, 1932, 1933, 1951, 1969 (megosztva a Stoke Cityvel)
  - Watney Cup: 2. helyezett: 1971

## Külső hivatkozások
- Hivatalos honlap
- Hivatalos szurkolói klub
- Former Players Association
- Női csapat
- West Bromwich Albion FC a BBC Sport-on: Klub hírek - Legutóbbi eredmények - Következő mérkőzések - Klub statisztikák
- Albion hírek az expressandstar.com-tól
- Premierleague.com – West Bromwich Albion Archiválva 2007. március 12-i dátummal a Wayback Machine-ben